# 蒙自桂花
蒙自桂花（学名：Osmanthus henryi）为木犀科木犀属下的一个种。

## 扩展阅读
- 維基物種上的相關：蒙自桂花